# Литвинов Руслан Романович
Руслан Романович Литвинов (рос. Русла́н Рома́нович Литви́нов, нар. 18 серпня 2001, Воронеж, Росія) — російський футболіст, центральний захисник московського «Спартака» та національної збірної Росії.

## Ігрова кар'єра

### Клубна
Руслан Литвинов народився у місті Воронеж і займатися футболом почав у місцевій футбольній школі. У 2015 році після ряда футбольних турнірів га молодого захисника звернули увагу скаути московського «Спартака», в результаті чого Литвинова було зачислено до спартаківської академії.
З літа 2019 року футболіста почали залучати до «Спартак-2», який виступав у турнірі ФНЛ. 20 серпня Литвинов зіграв першу гру в команді. 21 жовтня 2020 року футболіст зіграв першу гру в основній команді у матчі на Кубок країни. У чемпіонаті Росії Руслан дебютував у грудні 2020 року, коли вийшов на заміну у матчі проти «Тамбова».
7 лютого 2022 року Литвинов продовжив дію контракту зі «Спартаком» до травня 2026 року. Є автором кращого голу РПЛ в березні 2023 року. Був визнаний кращим молодим гравцем «Спартака» у сезоні 2022/23.

### Збірна
Руслан Литвинов виступав за юнацькі збірні Росії всіх вікових категорій. З листопада 2020 року отримував запрошення до молодіжної збірної Росії.
20 листопада 2022 року у товариському матчі проти команди Узбекистану Руслан Литвинов дебютував у національній збірній Росії, де був визнаний кращим гравцем своєї команди.

## Титули
Спартак (М)
 Срібний призер чемпіонату Росії: 2020/21
 Бронзовий призер чемпіонату Росії: 2022/23
 Переможець Кубка Росії: 2021/22
Індивідуальні
- Кращий молодий гравець «Спартака» сезону: 2022/23